# Hippophae tibetana
Espèce
Classification phylogénétique
Hippophae tibetana est une espèce de plantes à fleurs du genre Hippophae et de la famille des Elaeagnaceae originaire du Tibet. C'est une plante dioïque décrite dans le Gyushi au VIIIe siècle sous le nom tibétain : ས་སྟར, Wylie : sa star. Cette plante est utilisée en médecine tibétaine,.